# دومانیانو
دومنیانو (به ایتالیایی: Domagnano) شهری در کشور سن مارینو است که ۶٬۶۲ کیلومتر مربع مساحت دارد و جمعیت آن در سال ۱۹۹۵ میلادی ۲٫۲۰۷ نفر و در سال ۲۰۰۸ میلادی ۲٫۸۹۹ نفر بوده‌است.